# Teenage Mutant Ninja Turtles (computerspel uit 1989)
Teenage Mutant Ninja Turtles (激亀忍者伝, Gekikame Ninja Den, Fierce Legend of the Ninja Turtles) is een platformspel voor de homecomputer en game console systemem, gebaseerd op de eerste animatieserie van de Teenage Mutant Ninja Turtles.
Het spel werd ontwikkeld door Konami en oorspronkelijk uitgebracht voor de Nintendo Entertainment System. Het spel werd later omgezet naar vele andere systemen. Zo kwam het spel in Amerika en Europa in 2007 ook uit voor de Wii's Virtual Console.
Teenage Mutant Ninja Turtles is het eerste videospel gebaseerd op de serie. Hetzelfde jaar bracht Konami ook een arcadespel uit, dat eveneens Teenage Mutant Ninja Turtles heette.

## Speelwijze
Het spel begint met alle vier de Turtles: Leonardo, Donatello, Michelangelo en Raphael. De speler kan tijdens het spel op elk moment van Turtle wisselen. Onderling zijn ze op hun wapens na echter vrijwel hetzelfde. Hun wapens verschillen onderling in snelheid, schade en reikwijdte (voorbeeld: Donatello's bo heeft de beste reiktweidte en kan de meeste schade toebrengen, maar is het langzaamst qua snelheid). De speler reist door de eerste vijf levels met behulp van een kaart, waarmee hij/zij verschillende delen van het riool binnen kan gaan. Elk riool leidt naar een ander gebied waar het einddoel van dat level zich bevindt.
Onderweg bevecht de speler vele vijanden, variërend van Foot Soldiers en Rat Kings tot schurken met bommen en kettingzagen. Alle vijanden (behalve de eindbazen) komen in hun eigen unieke groepen, die gedurende spel telkens kunnen wisselen.
Naast eindbazen die verslagen moeten worden om het level te halen bevat het spel ook mini-bazen, die halverwege een level komen en minder sterk zijn dan een eindbaas. Elk level eindigt met een eindbaasgevecht.
Elke Turtle staat voor een 'leven' van de speler. Als een Turtle wordt verslagen, wordt hij gevangen. Wanneer alle Turtles gevangen zijn is het game over. De speler kan echter de gevangen Turtles redden.

## Turtle informatie
- Donatello: heeft een groot bereik met zijn wapen, maar zijn wapen is traag en kan geen kleine doelen raken vanuit stilstand. Wel richt zijn bo de meeste schade aan en is geschikt tegen eindbazen.
- Raphael: zijn Sais hebben het slechtste bereik en flexibiliteit van alle wapens in het spel. Ze zijn ook traag. Wel richten ze de meeste schade aan bij vliegende vijanden: hij kan dit soort vijanden met 1 klap doden terwijl de andere Turtles de vijand vaker moeten raken.
- Michelangelo: een gemiddeld personage. Hij heeft geen naar beneden gerichte aanval zoals Donatello. Zijn nunchaku wapen is in eerste instantie zwak, maar als zijn gezondheidsmeter als half leeg is wordt zijn wapen net zo sterk als die van Donatello.
- Leonardo: zijn ninja zwaarden hebben een groot bereik, maar richten relatief weinig schade aan.

## Levels en eindbazen
Stage One: Sewers -- Baas: Bebop, en later in het level, Rocksteady

Stage Two: Dam -- Baas: Geen

Stage Three: City -- Baas: Mechaturtle

Stage Four: Air Base -- Baas: enorme Mouser

Stage Five: Foot Clan Base -- Baas: Technodrome

Final Stage: The Technodrome -- Baas: Shredder

## Ontvangst
De originele NES versie verkocht zeer goed kort na uitgave, en kreeg positieve kritieken in de game tijdschriften.
Hoewel het spel tegelijk met de animatieserie uitkwam en de karakteristieken van de Turtles uit de animatieserie gebruikte, behouden de levels van het spel de grimmige ondertoon van de originele stripserie. Zelfs de ontwerpen van Splinter en Shredder zijn gelijk aan die in de strips in plaats van die in de animatieserie. Veel van de personages die niet in de strips voorkwamen maar wel in de animatieserie werden niet gebruikt in het spel. Uitzonderingen zijn Bebop en Rocksteady, en de Technodrome.

## Trivia
- De box art van dit spel is eigenlijk overgenomen van de cover van de tweede druk van TMNT #4, getekend door Michael Dooney.
- Officiële strategie reviews voor het spel halen geregeld Bebop en Rocksteady’s namen door elkaar.